# 三岔口镇 (东宁市)
三岔口镇，是中华人民共和国黑龙江省牡丹江市东宁市下辖的一个乡镇级行政单位。

## 行政区划
三岔口镇下辖以下地区：
东大川村、新立村、幸福村、永和村、泡子沿村、三岔口村、五大队村、高安村、南山村、矿山村、东星村、光星二村和朝阳村。